# Князі (гміна Любича-Королівська)
Князі (пол. Kniazie) — село в Польщі, у гміні Любича-Королівська Томашівського повіту Люблінського воєводства.
Населення — 69 осіб (2011).
Розташоване на Закерзонні (в історичному Надсянні).

## Історія
Село належало до Равського повіту. На 01.01.1939 в селі проживало 2480 мешканців, з них 2430 українців-грекокатоликів, 35 українців-римокатоликів, 5 поляків і 10 євреїв.
У 1975-1998 роках село належало до Замойського воєводства.

## Демографія
Демографічна структура станом на 31 березня 2011 року:
|          | Загалом | Допрацездатний вік | Працездатний вік | Постпрацездатний вік |
| -------- | ------- | ------------------ | ---------------- | -------------------- |
| Чоловіки | 36      | 12                 | 23               | 1                    |
| Жінки    | 33      | 7                  | 19               | 7                    |
| Разом    | 69      | 19                 | 42               | 8                    |